# 22467 Koharumi
22467 Koharumi (1997 BC3) là một tiểu hành tinh vành đai chính được phát hiện ngày 30 tháng 1 năm 1997 bởi T. Kobayashi ở Oizumi.